# Pablo Schreiber
Pablo Tell Schreiber (sinh ngày 26 tháng 4 năm 1978) là một nam diễn viên người Canada. Anh từng nhận được một đề cử giải Emmy ở hạng mục Nam diễn viên khách mời nổi bật trong sê-ri phim chính kịch. Anh cũng là người thuyết minh cho cuốn sách American Psycho.